# Côte Sauvage de la presqu'île de Quiberon
La côte Sauvage est une côte rocheuse du Morbihan (France).

## Situation géographique
La « Côte Sauvage » occupe la façade occidentale de la presqu'île de Quiberon, sur les communes de Quiberon et Saint-Pierre-Quiberon. Elle s'étend grossièrement sur 8 km entre la pointe du Percho au nord et le château Turpault au sud.
Les falaises de la Côte Sauvage, plus élevées dans leur partie Nord (commune de Saint-Pierre-Quiberon), sont recouvertes d'anciennes dunes perchées ; la hauteur des falaises s'abaisse progressivement en allant vers l'extrémité Sud de la presqu'île (commune de Quiberon), laissant la place à des pelouses rases (landes). « Lors des tempêtes d’automne et d'hiver, il règne sur ces étendues désertes une atmosphère de bout du monde qui contraste fortement avec le fourmillement estival. Plus en retrait du trait de côte, landes et pinèdes éparses sont traversées par endroits de murets de pierres qui forment un bocage lithique remarquable » écrit le Conservatoire du littoral.

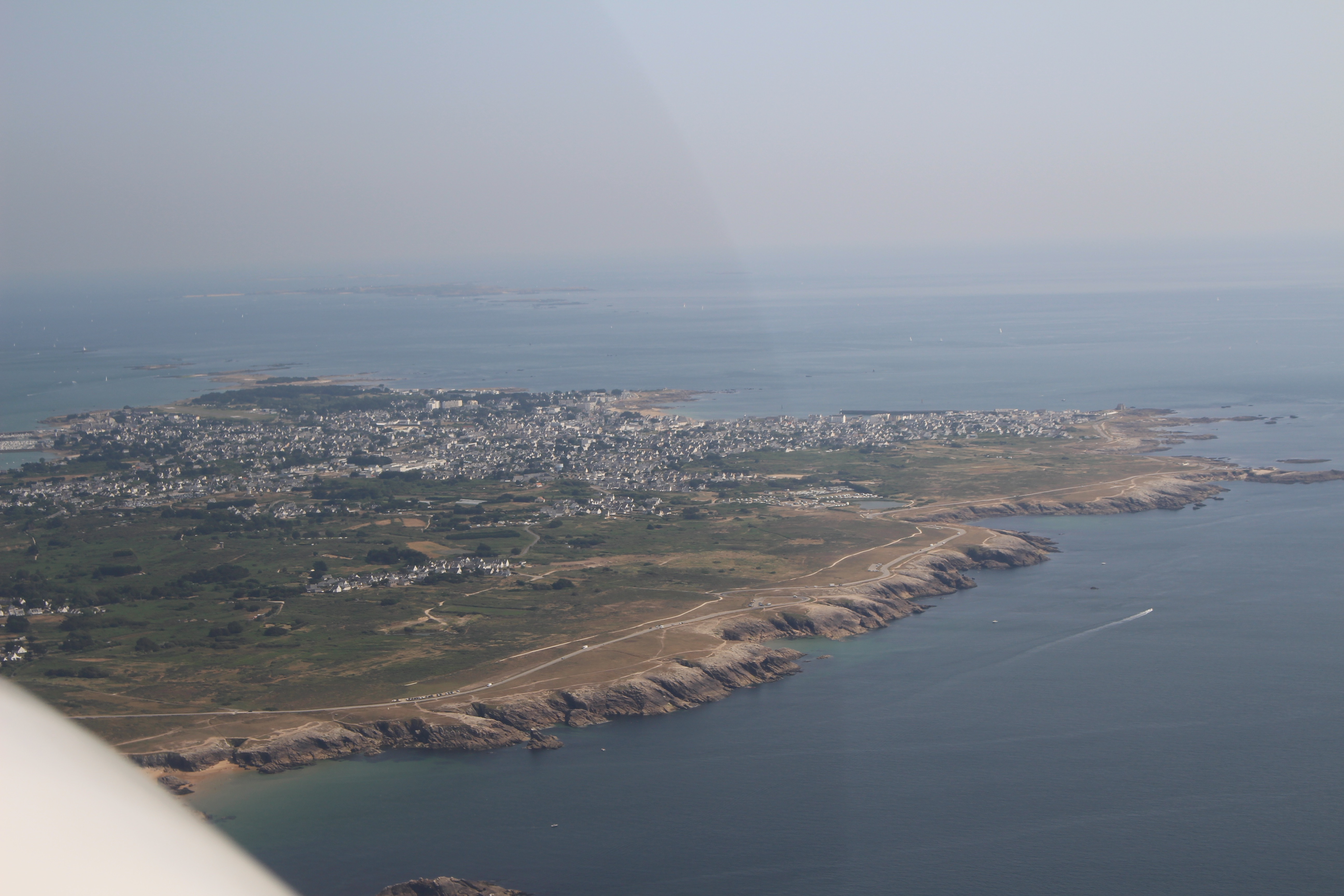
Vue aérienne de la « Côte Sauvage » et de la ville de Quiberon.
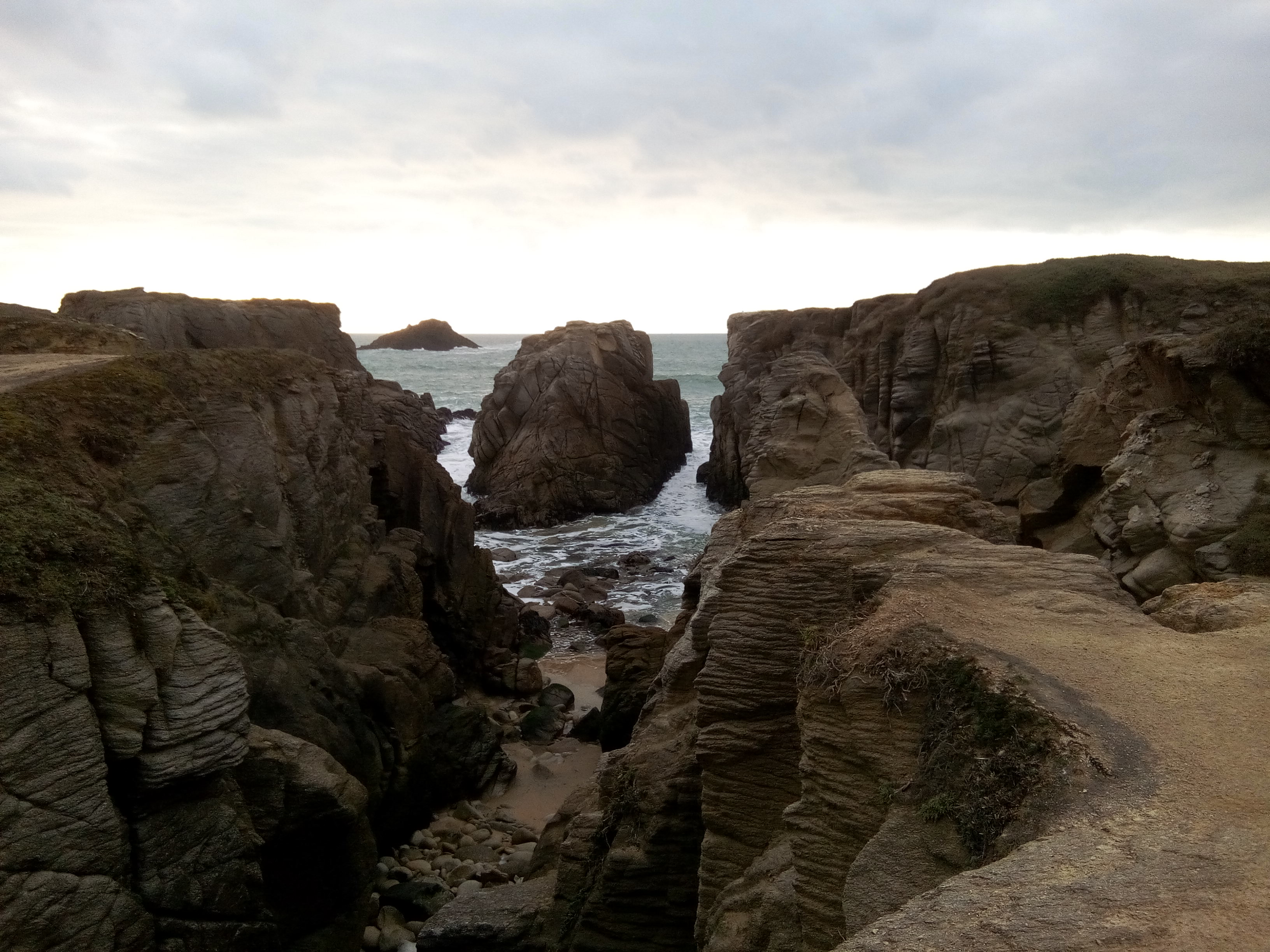
Quiberon : la « Côte Sauvage ».
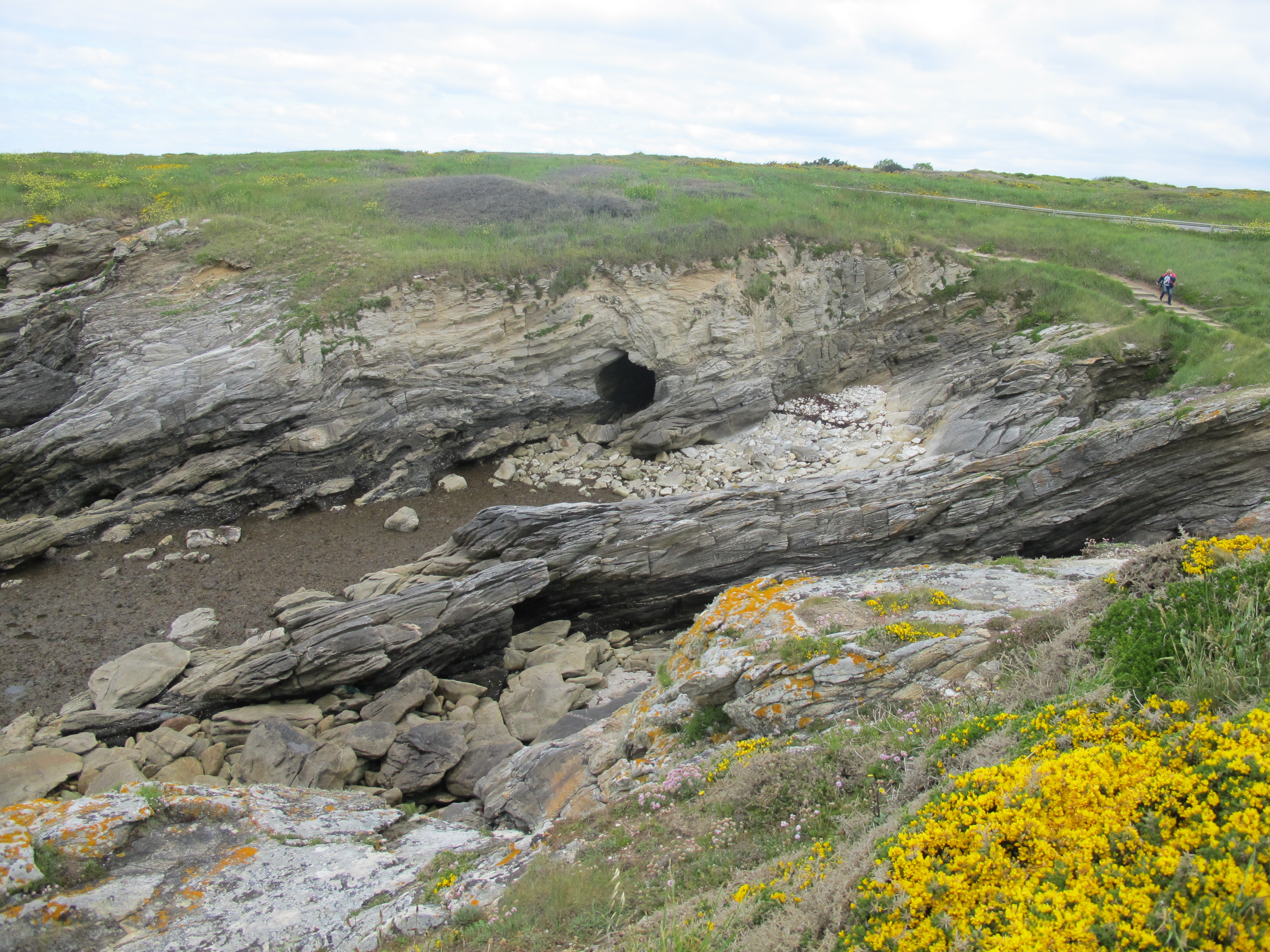
Quiberon : la « Côte Sauvage ».
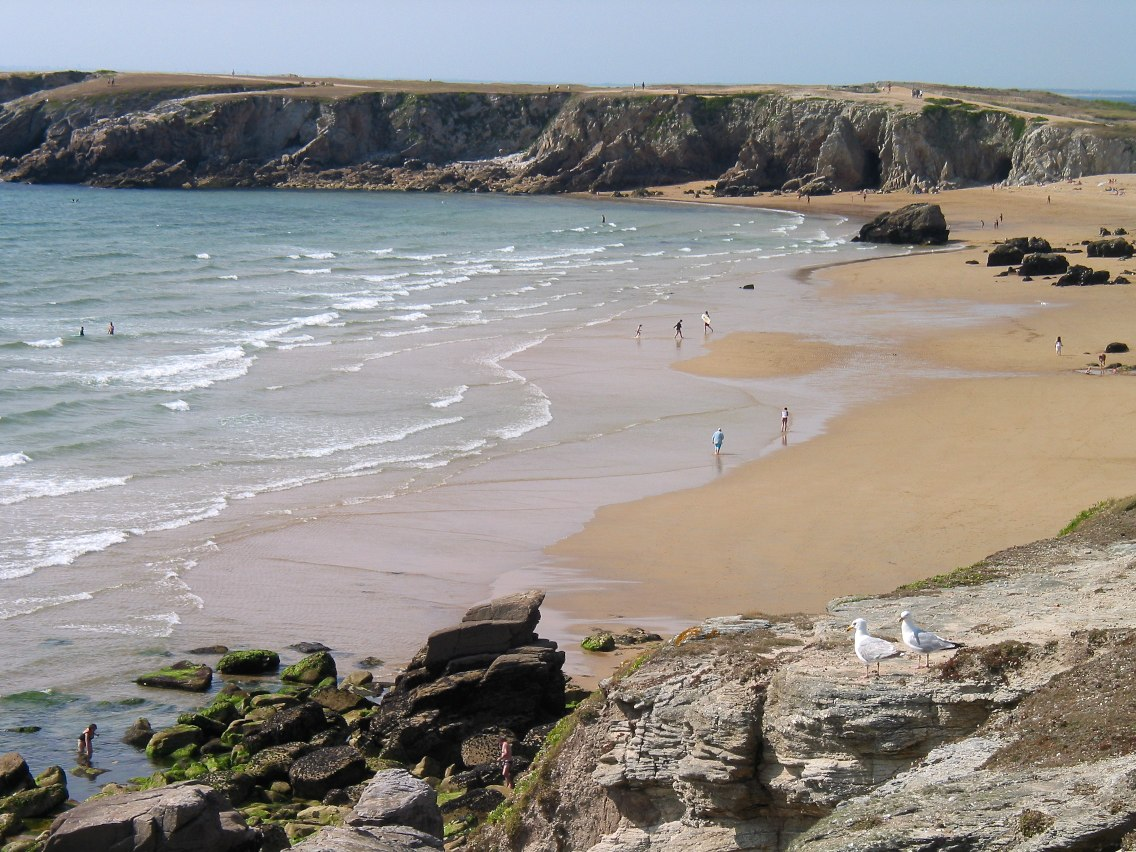
Quiberon : la "Côte Sauvage".
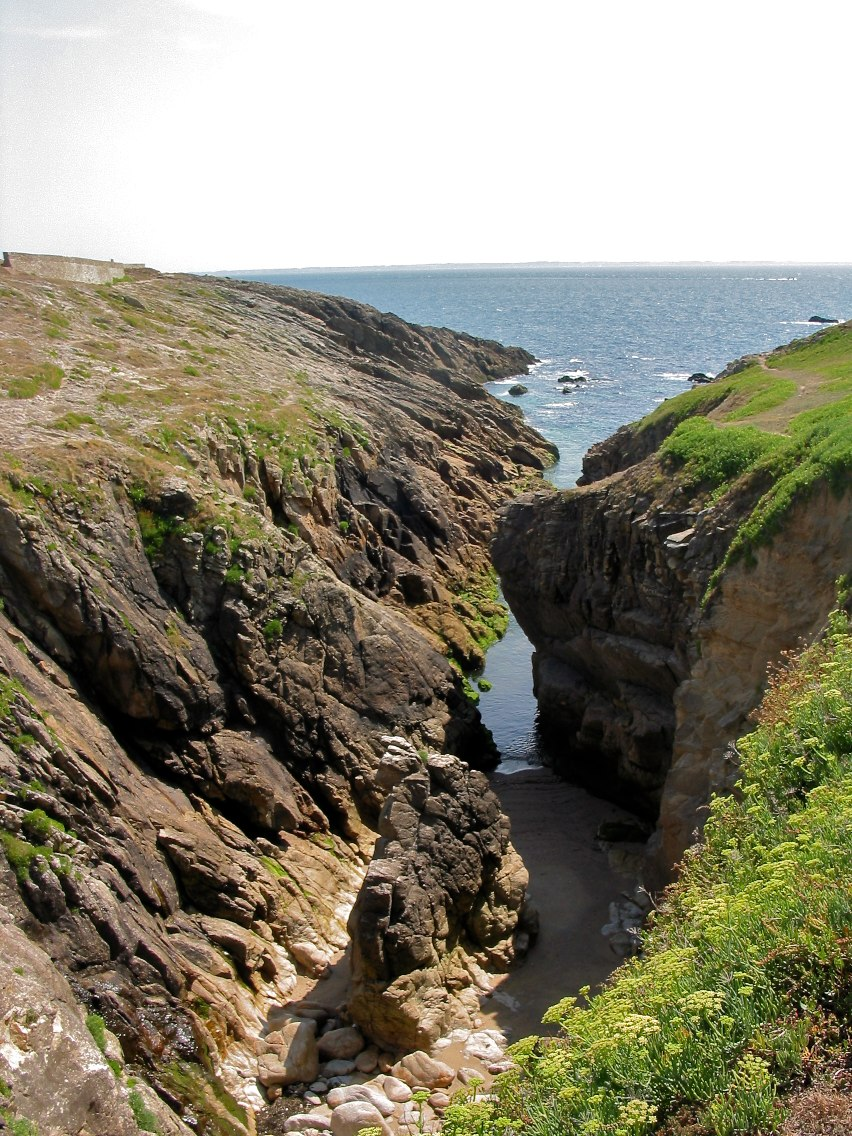
Quiberon : la "Côte Sauvage".
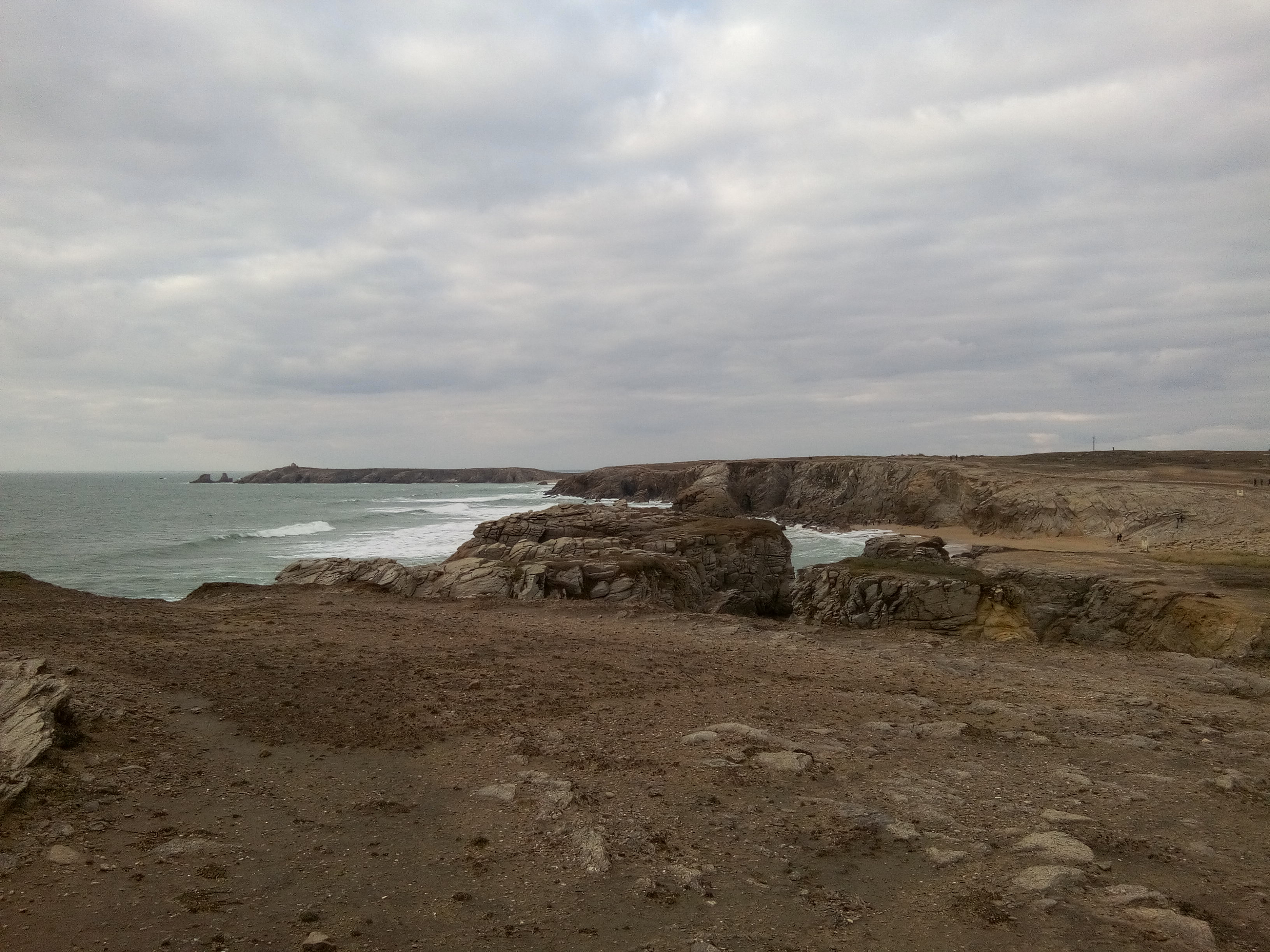
Quiberon : la "Côte Sauvage".
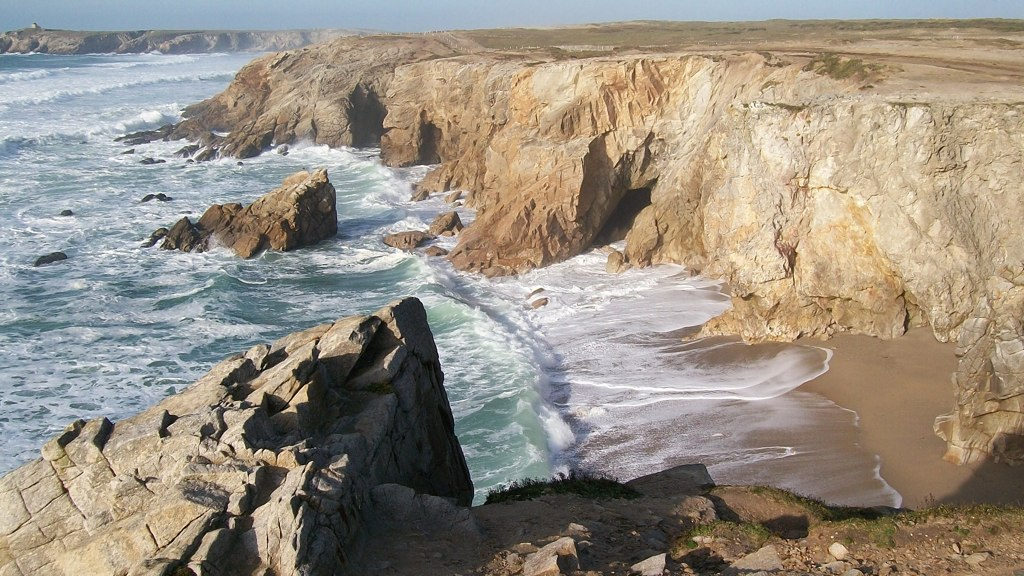
Quiberon : la "Côte Sauvage".
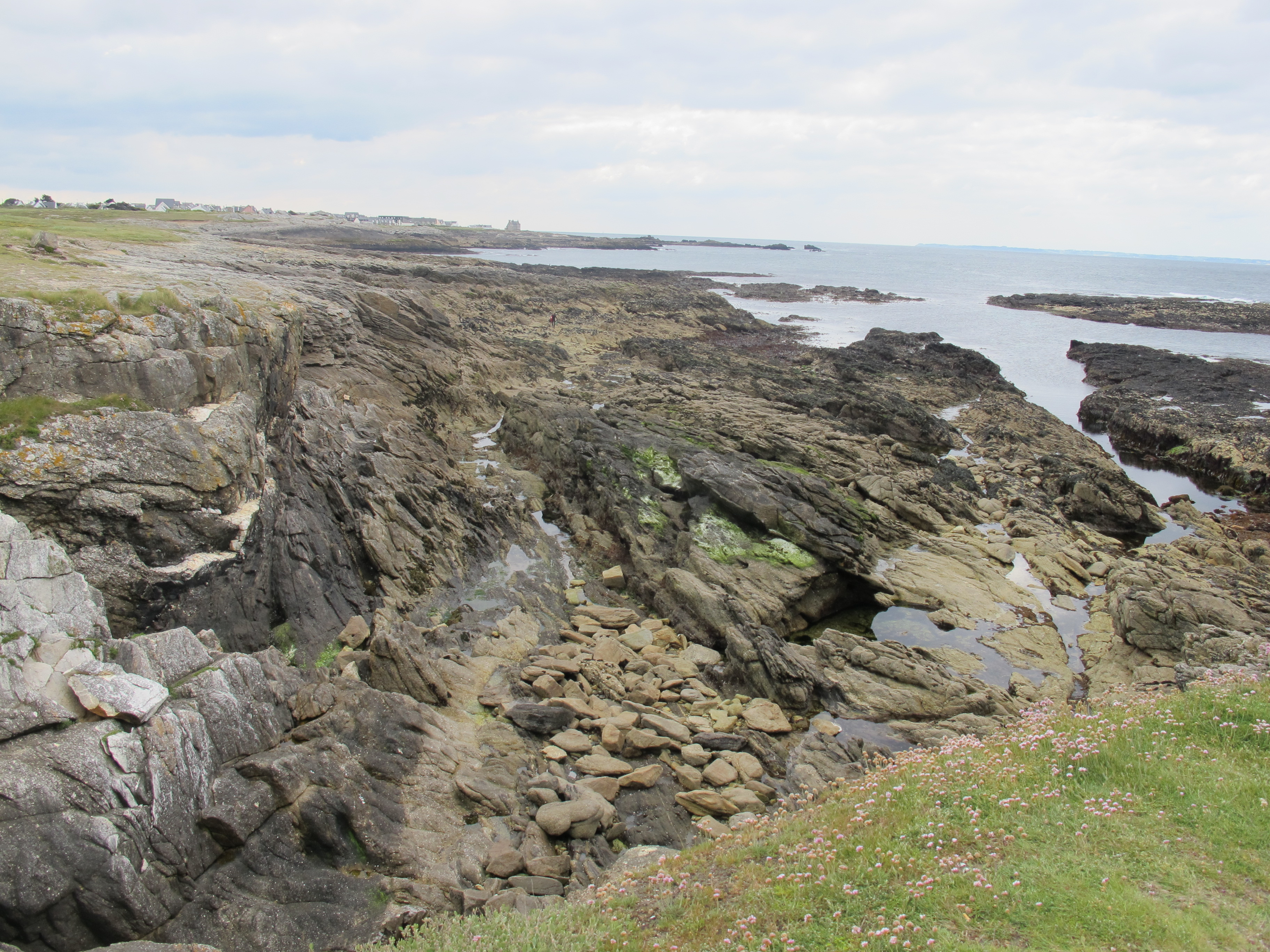
Quiberon : la "Côte Sauvage".
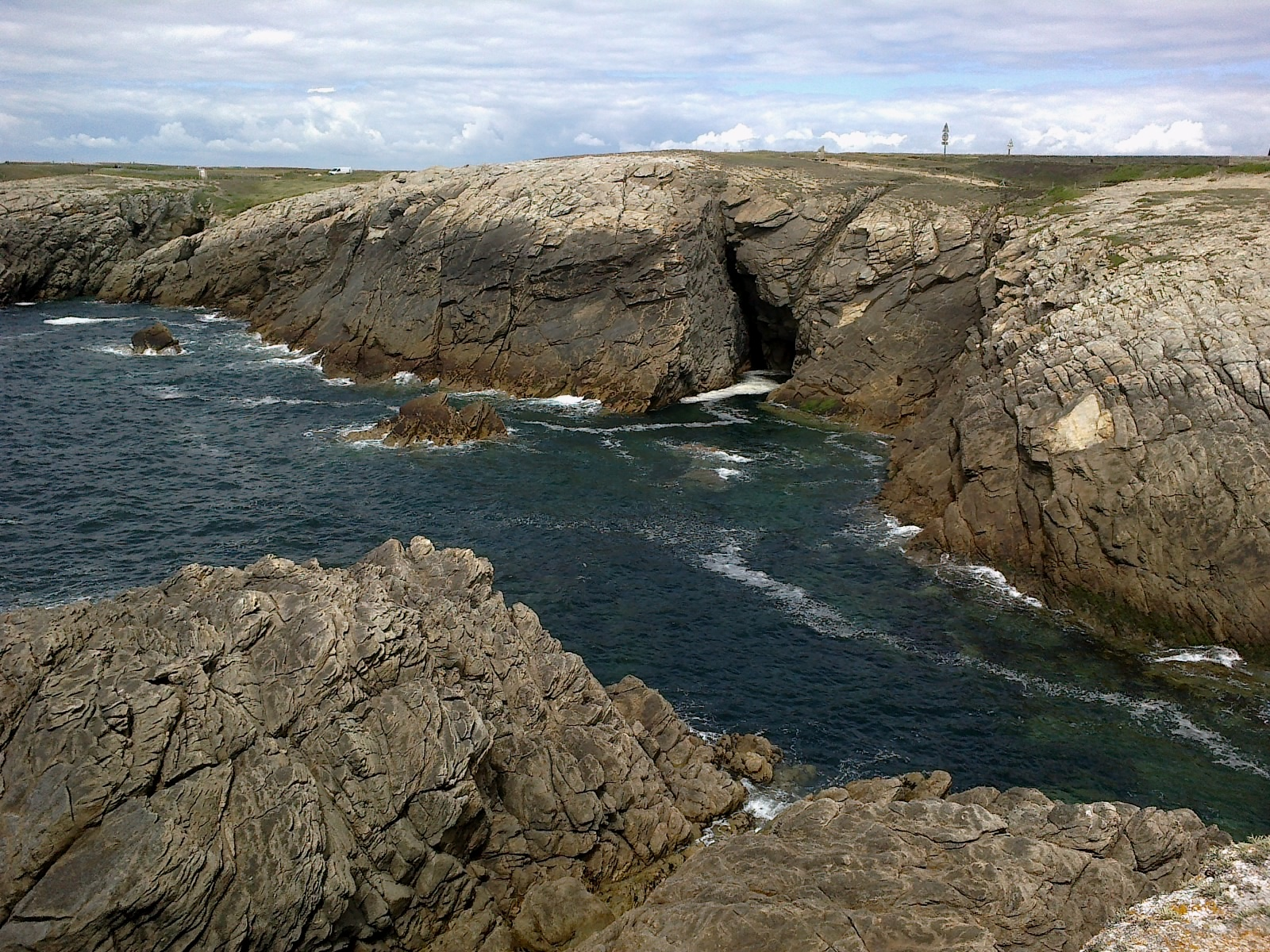
Côte sauvage de Quiberon : la Pointe de Scouro.

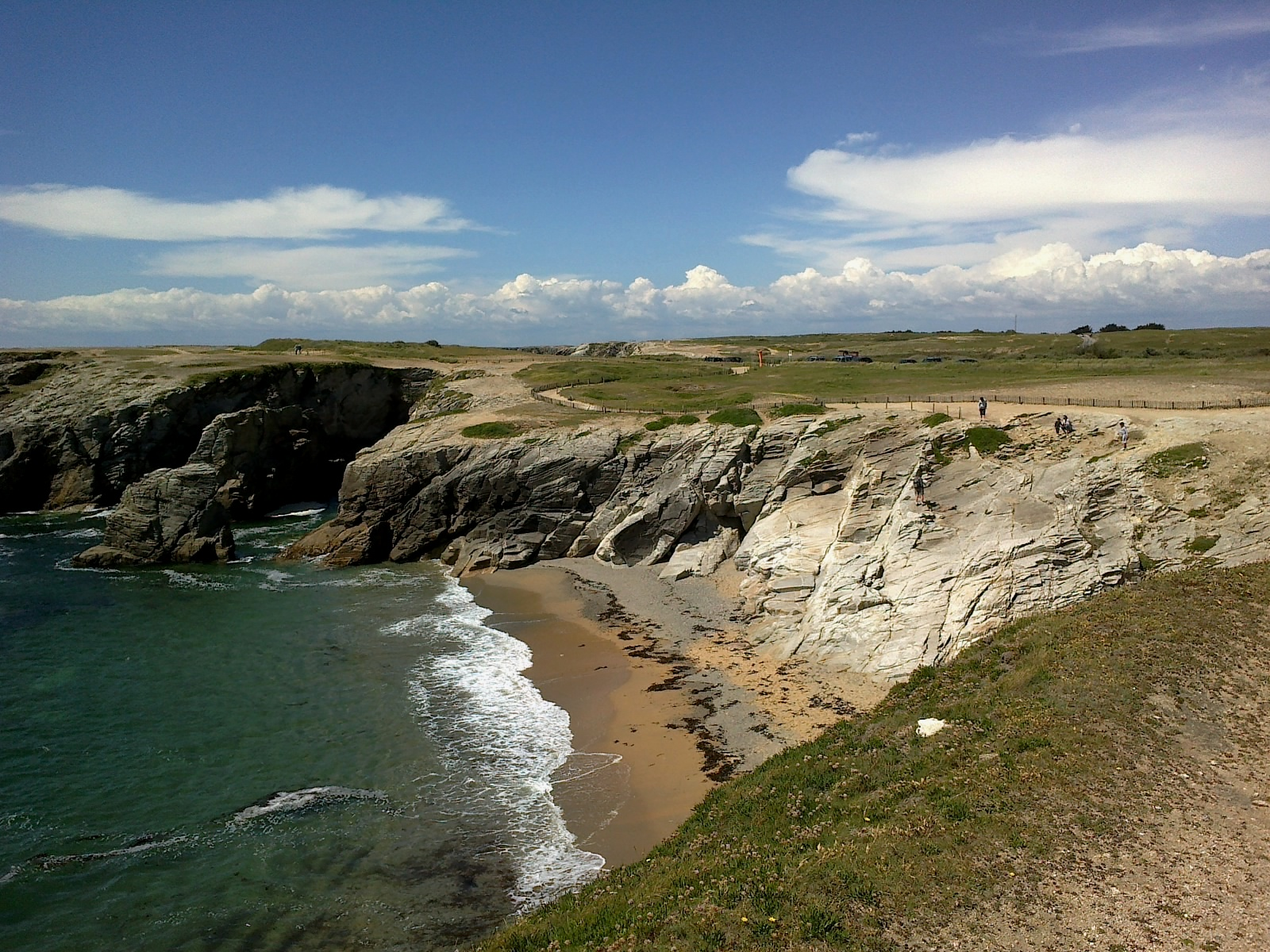
Côte sauvage de Quiberon : Port Goulom .
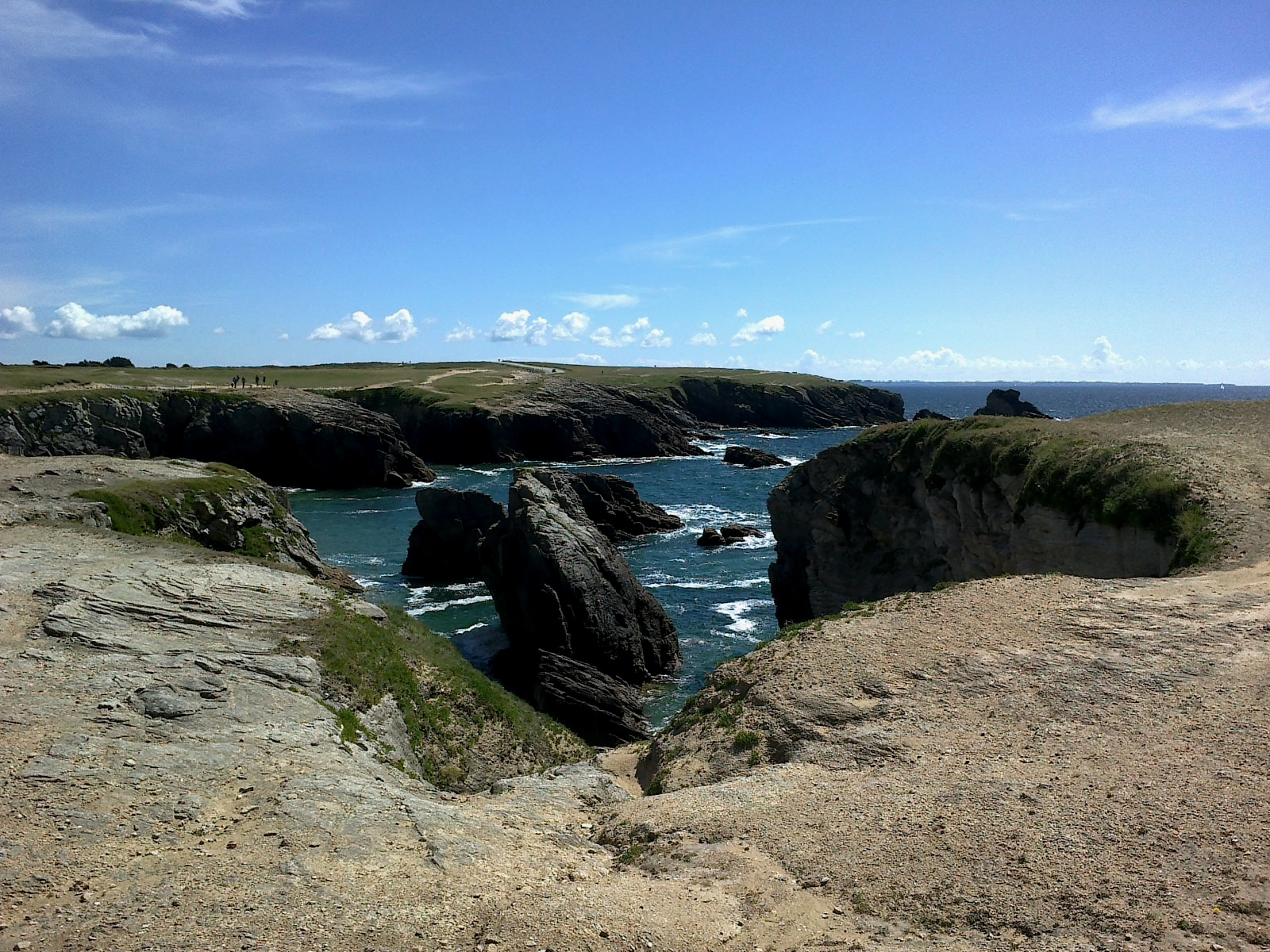
Côte sauvage de Quiberon : Port Goulom .
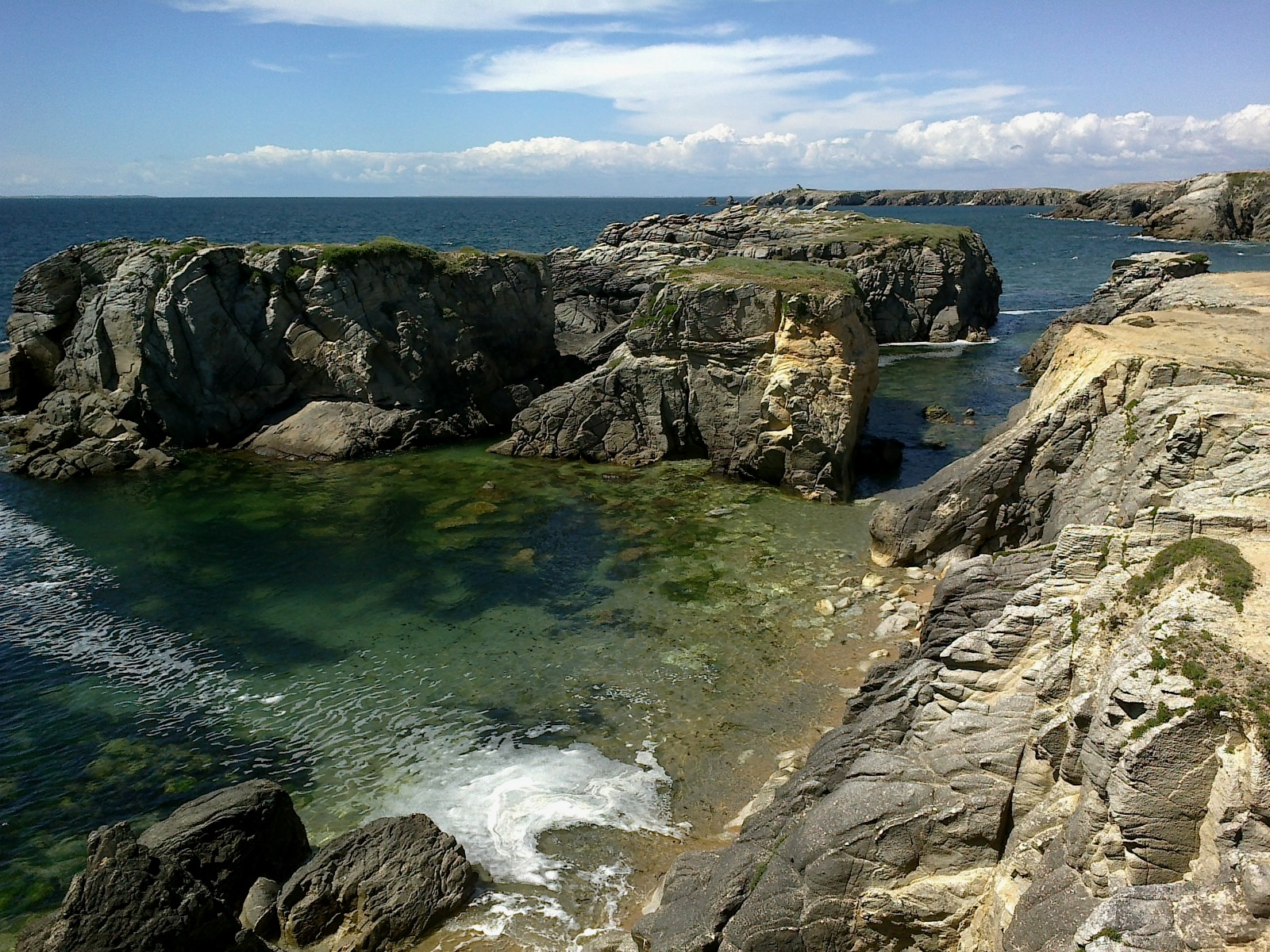
Côte sauvage de Quiberon : Port Bara.
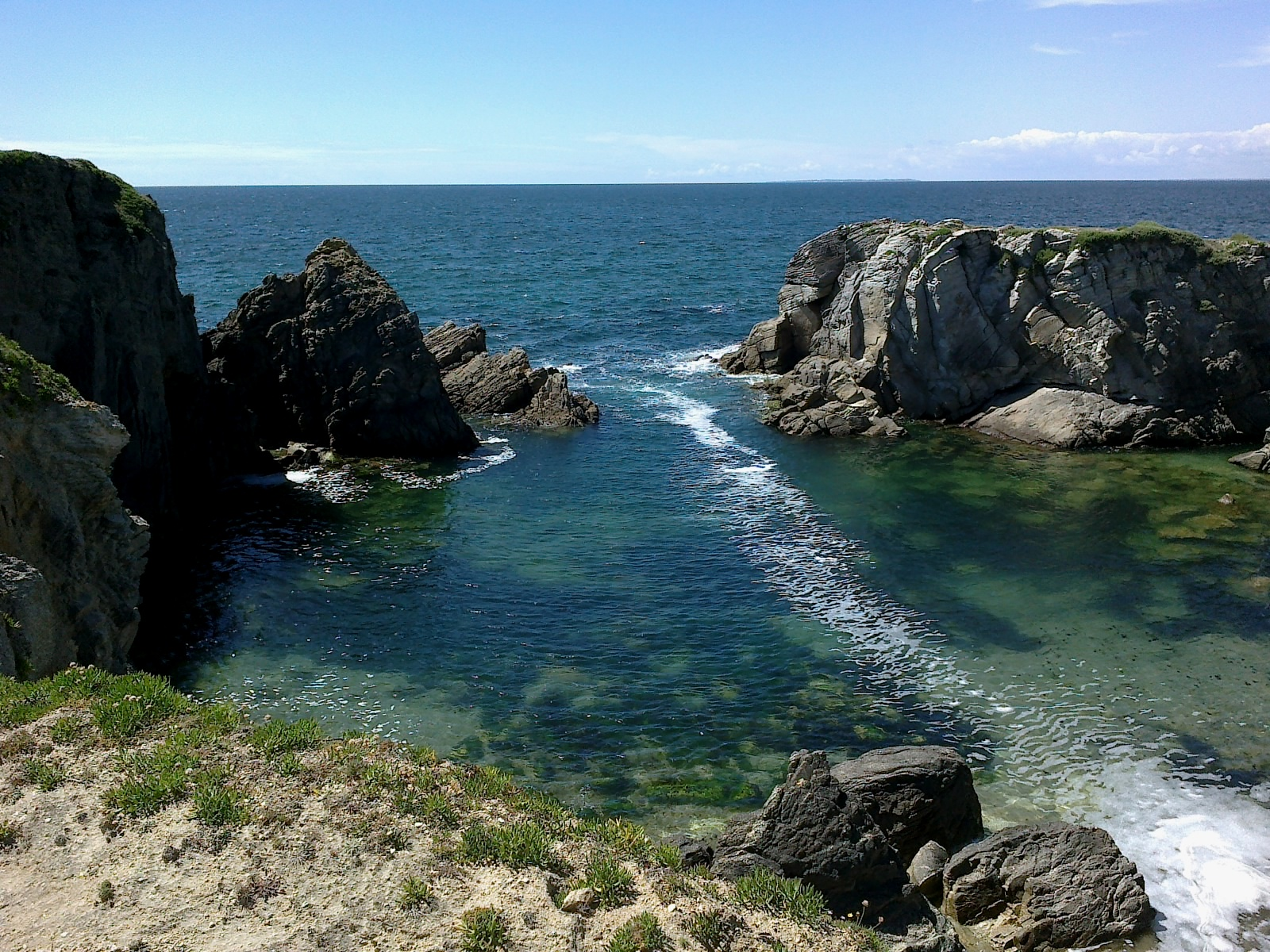
Côte sauvage de Quiberon : Port Bara.
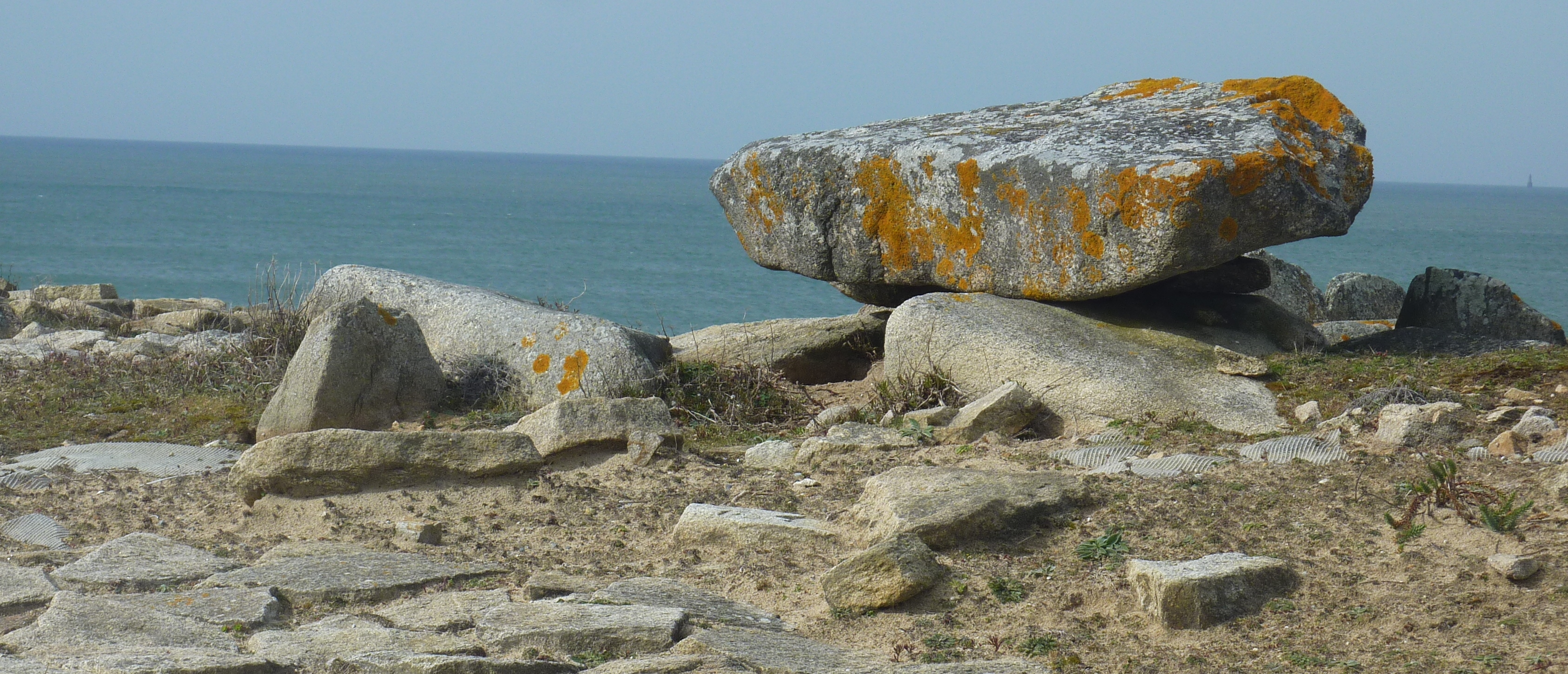
L'arche du Port-Blanc et ses environs.
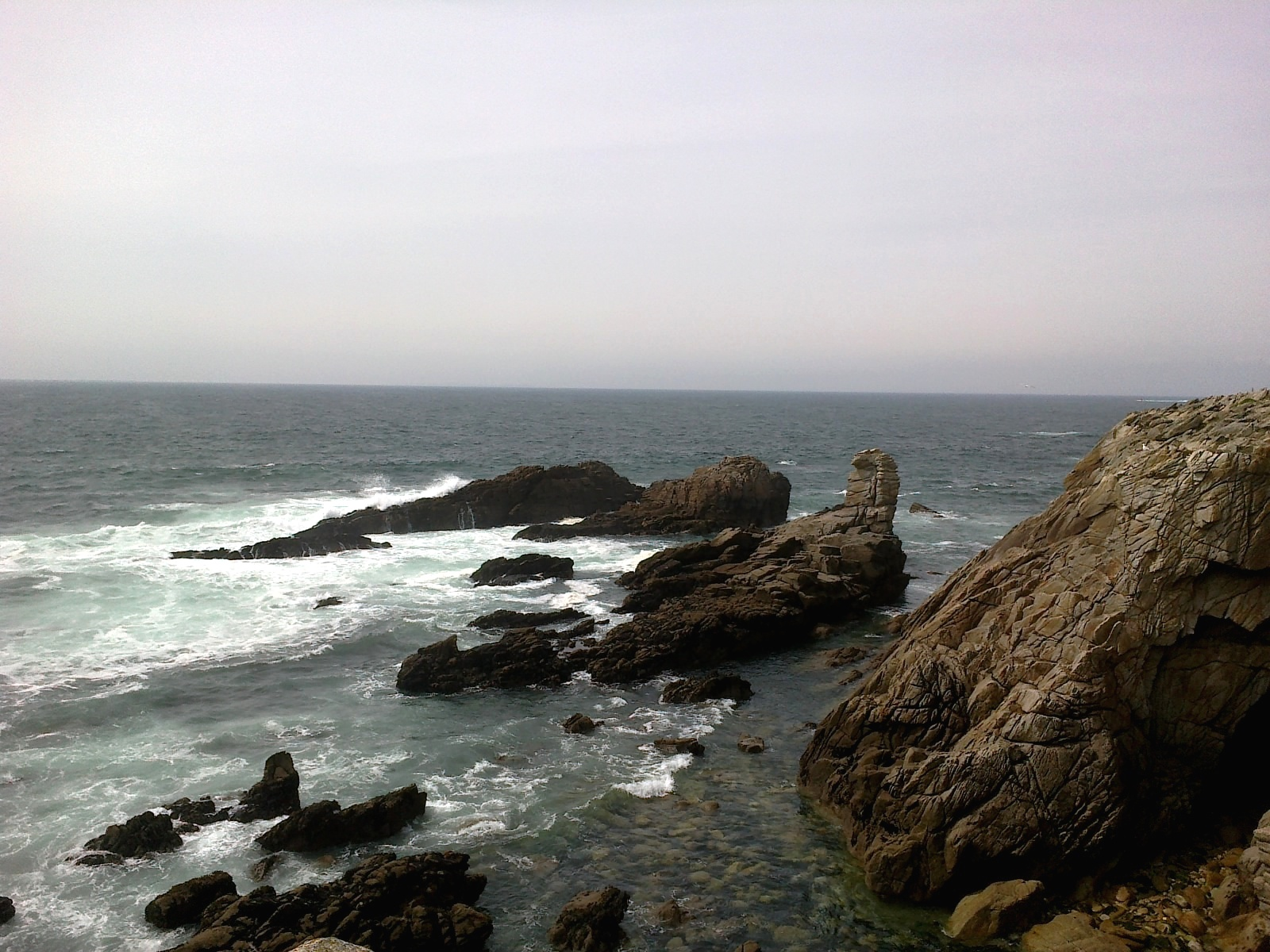
La Pointe de Beg En Aud.

## Histoire

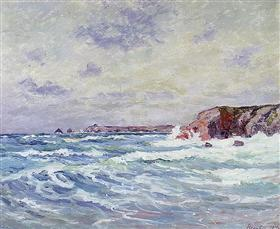
Port Bara, Presqu'île de Quiberon
Maxime Maufra, 1914
Collection privée

### Toponymie
Elle est appelée « Aod bras » (la grande côte) en breton, par opposition au côté baie, « Aod bihan » (la petite côte) qui borde Mor bras ; et non-pas « Aod gouez », qui voudrait dire « côte sauvage ».
Contrairement à la majorité des toponymes de la presqu'île qui resteront des noms bretons simplement passés en langue française (ex: Beg er lann, Beg er vil, Beg en aud,…), elle devient « Côte sauvage » en français pour des raisons d'attrait touristique (cf: tourisme balnéaire et changement de la toponymie littorale).
La date de ce changement est en revanche incertaine. Il est probable que les deux appellations coexistent de manière officieuse depuis le XXe siècle, chacune dans sa langue ; Aod bras pour les bretonnants, Côte sauvage pour les francophones.
En 1985, les services techniques de la mairie de Quiberon lancent un travail de recensement des toponymes de la commune. Publié en 1986, ce travail sous forme de carte mentionne encore clairement « Aod bras » comme nom principal, et « La côte sauvage » en sous-titre au côté de la traduction de son nom : « La grande côte ».

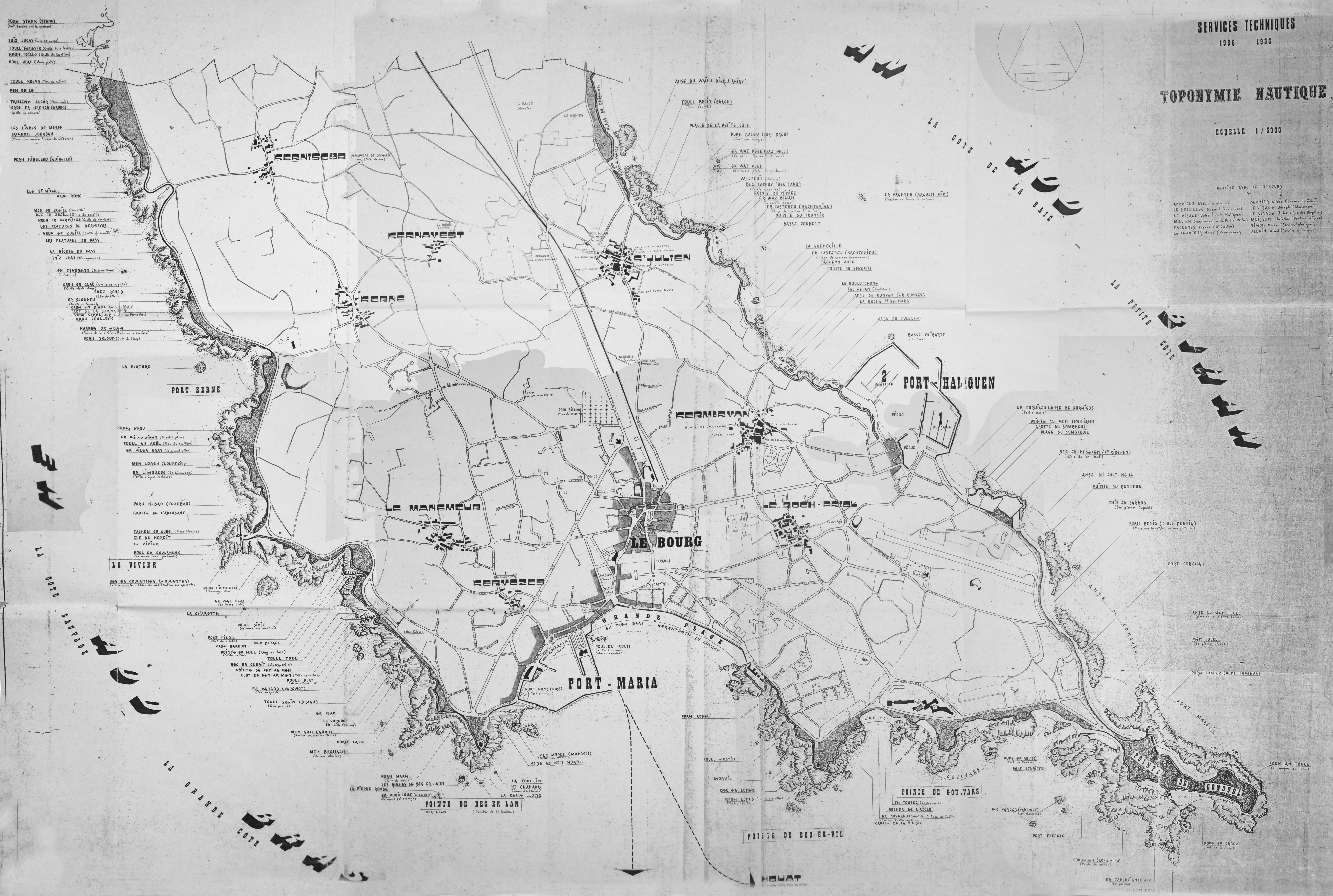
Toponymie de Quiberon publiée par les services techniques de la mairie en 1986.

### La Belle Époque
Onésime Reclus décrit ainsi la Côte sauvage au début du XXe siècle :

« La côte sauvage, à Quiberon, est celle que battent les tempêtes furieuses de l'ouest et du nord-ouest. Cette côte déchiquetée, ravagée, percée par le mer de grottes et de souterrains qui par moments s'effondrent, commence à la pointe de Port-Maria pour se terminer à la pointe de Portivy, pointe qui protège l'isthme barré par le fort Penthièvre. Au-delà du fort, c'est une plaine de sable fin et uni battue par les flots, au devant de laquelle s'élèvent, de distance en distance, des rochers dont quelques-uns, comme Tiviec, méritent le nom d'îles. Toute cette côte (...) est d'une beauté sauvage et triste.On y va en moins d'une demi-heure de la gare de Saint-Pierre. Un bon marcheur va par la côte de Saint-Pierre à Port-Maria en moins de deux heures, et la route en vaut la peine, si l'on peut désigner ainsi un sentier à grand'peine tracé sur le rare gazon qui tapisse ces falaises brûlées par le vent d'ouest. »

## Protection
La côte Sauvage est composée de falaises à l'ouest de la presqu'île, surmontées de pelouses aérohalines (alliance Armerio maritimae-Festucetea pruinosae), de dunes grises, de fruticées et de landes sèches (classe des Calluno vulgaris-Ulicetea minoris et à alliance du Dactylido oceanicae-Ulicion maritimi), entre-coupées de petites plages où les dunes embryonnaires se forment. 242,62 ha de la côté est classée en ZNIEFF (fiche descriptive mise à jour en 2016).
Elle est classée parmi les sites pittoresques du Morbihan par arrêté du 7 mai 1936. Elle appartient au Conservatoire du littoral depuis 1991 sur près de 200 hectares, et est intégrée depuis 2018 au Massif dunaire de Gâvres-Quiberon (18e Grand site de France sous le nom de « Dunes Sauvages de Gâvres à Quiberon »).

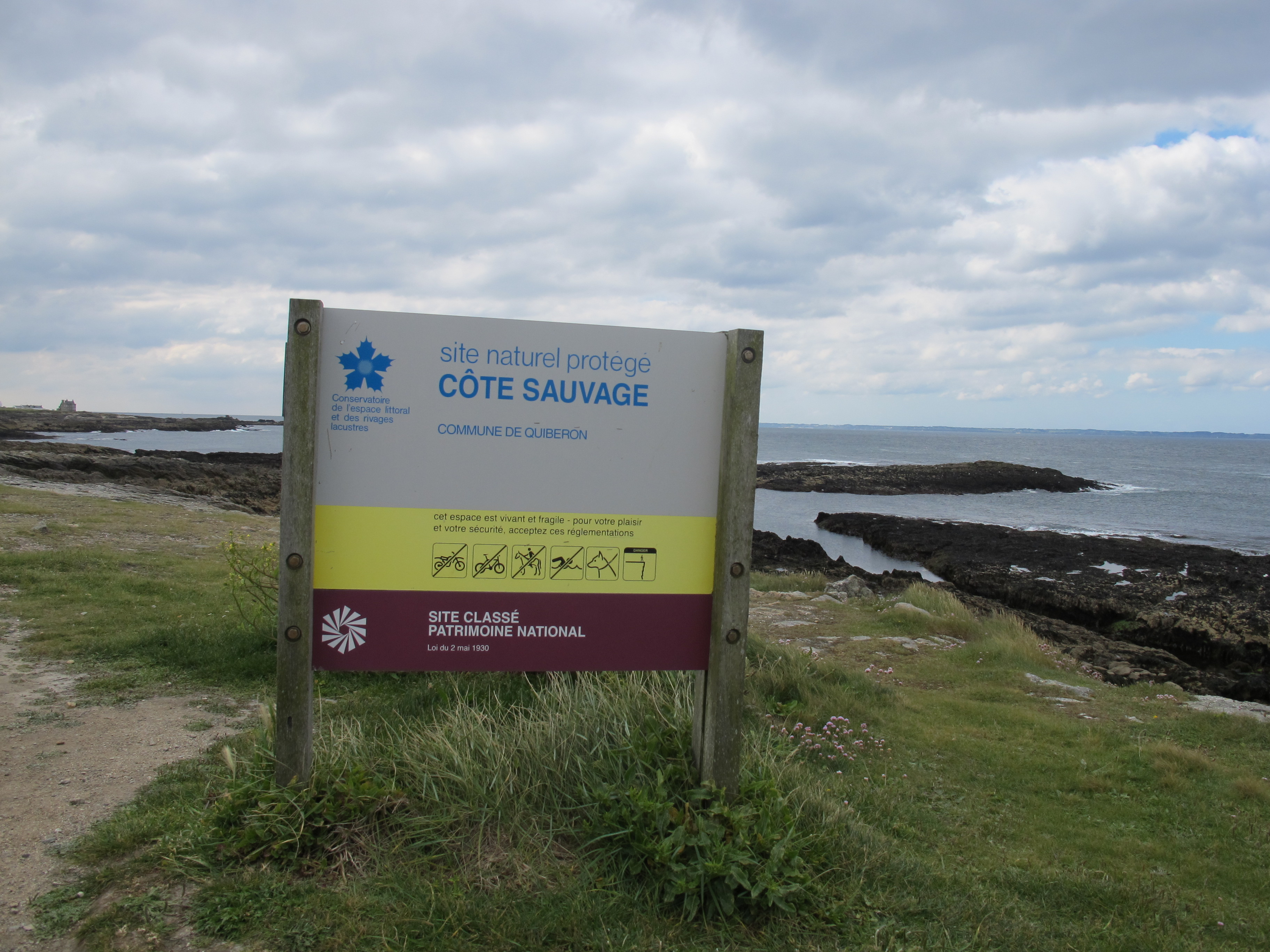
Panneau du Conservatoire du littoral indiquant le site naturel protégé.
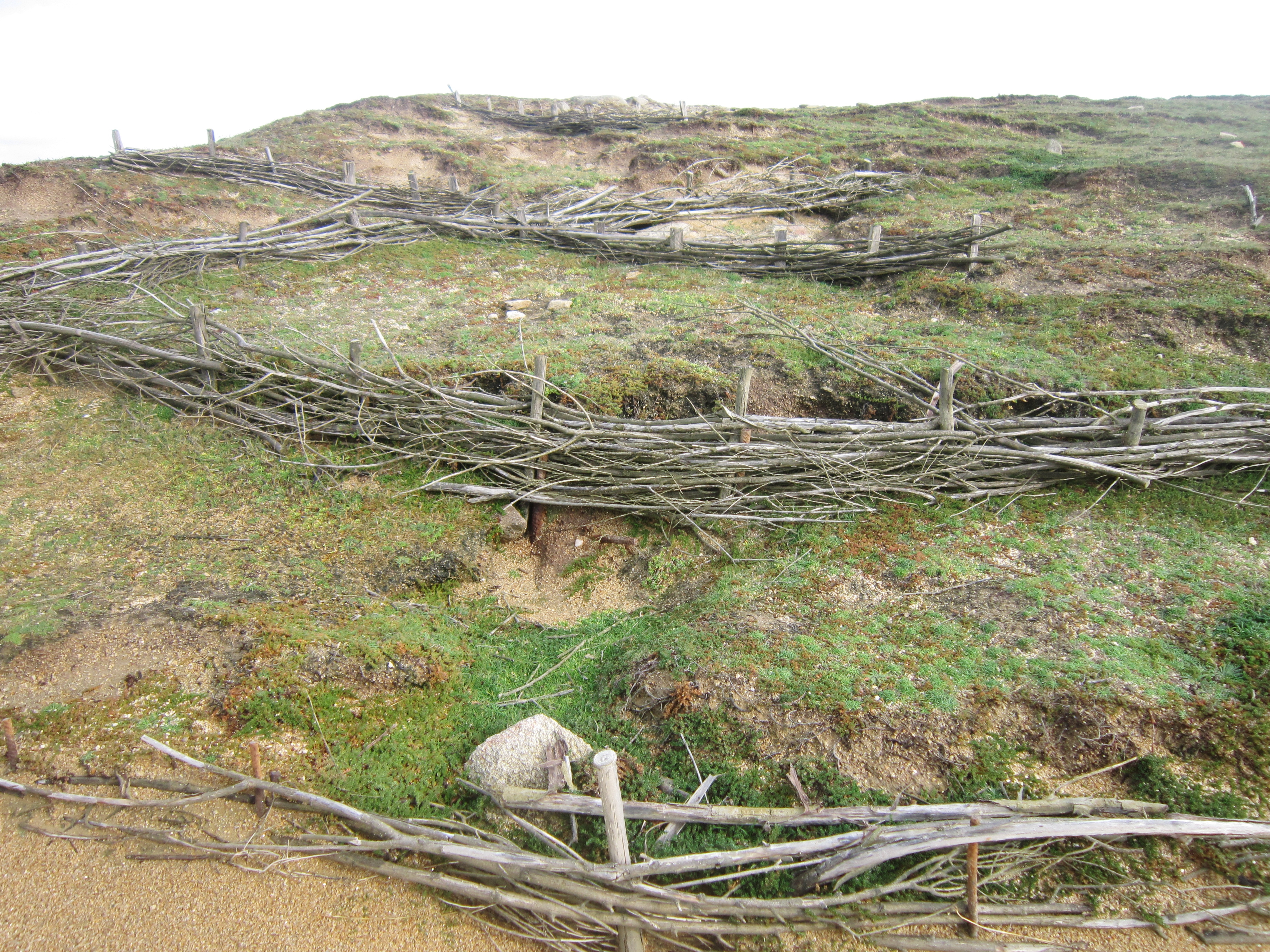
Fascines près de la pointe du Percho servant à protéger les dunes de l'érosion.

## Dangerosité
Des personnes sont fréquemment emportées par les vagues le long de la Côte Sauvage ; d'autres sont victimes de chutes dans les falaises très escarpées, par exemple le 30 août 2020. Le 17 mars 1979 deux sauveteurs, Michel Pohin, pompier volontaire, et André Robet, gendarme, furent victimes de la mer alors qu'ils portaient secours à des naufragés.

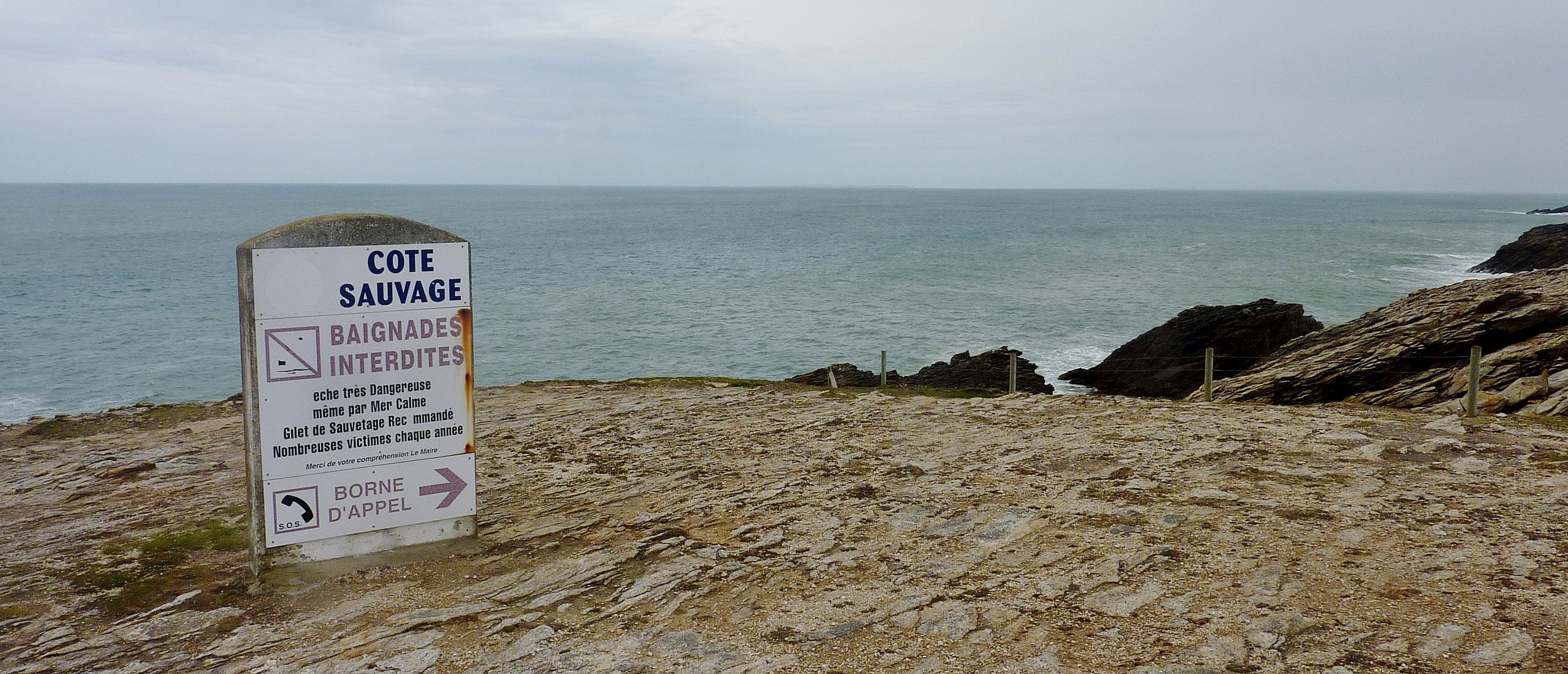
Panneau rappelant la dangerosité de la Côte Sauvage.
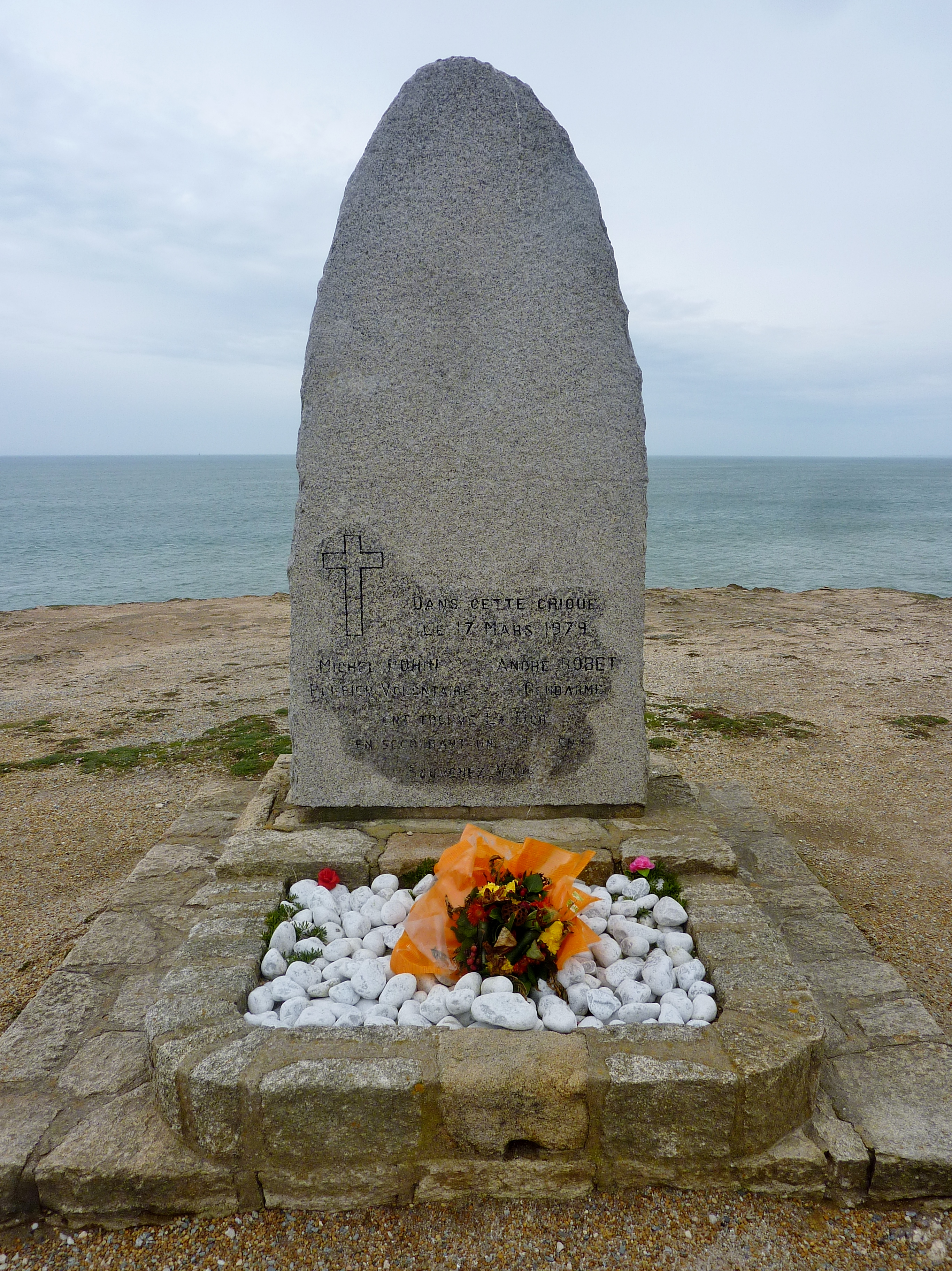
Le monument à la mémoire des deux sauveteurs Michel Pohin et André Robet, morts en portant secours le 17 mars 1979.

Les vagues de la Côte Sauvage sont par contre très prisées par les amateurs de surf.

## Habitat et économie

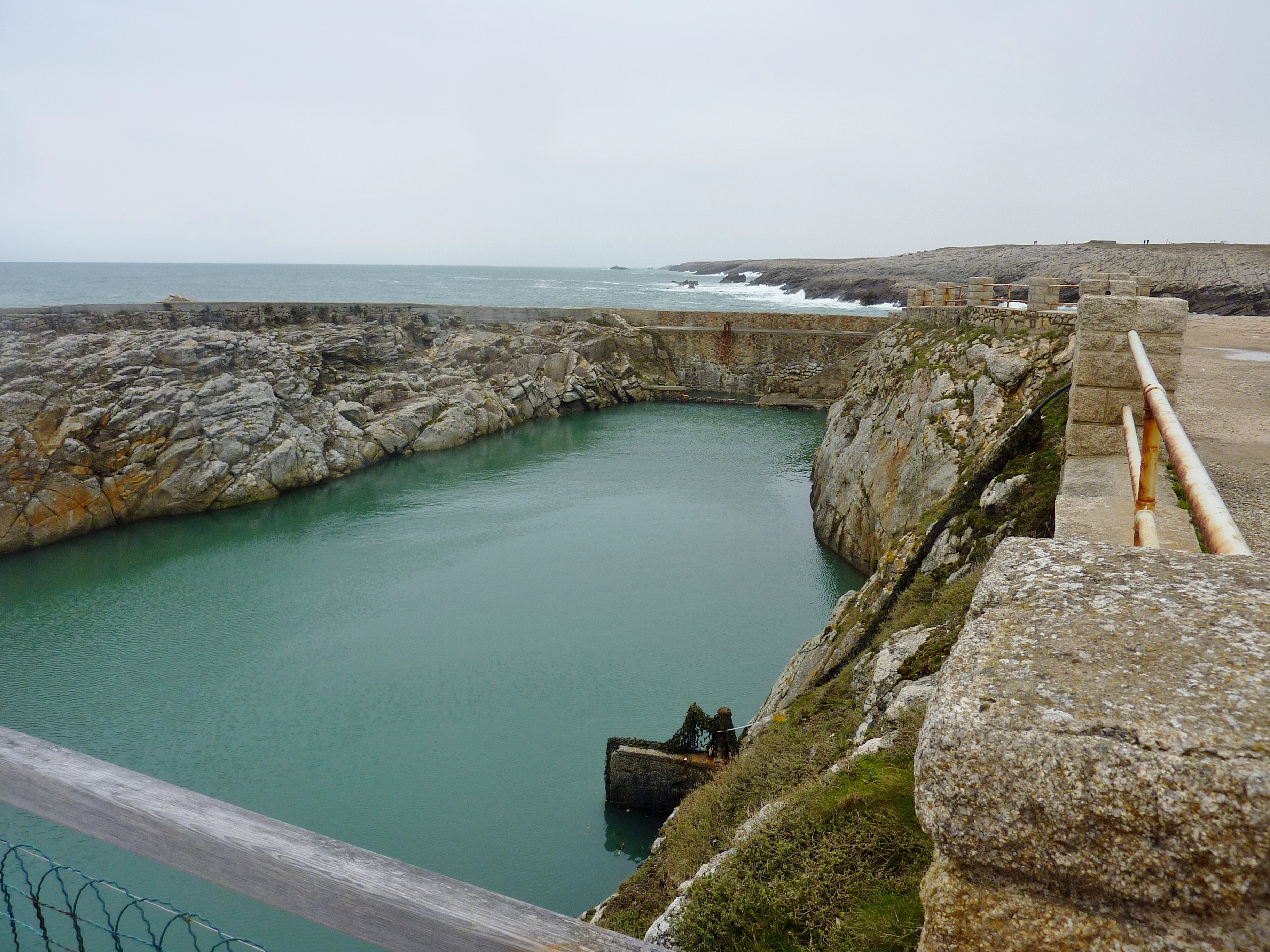
L'ancien vivier près de la Pointe de Beg ar Goalennec.

Compte-tenu de son relief très escarpé, de sa dangerosité et de son exposition aux vents dominants (elle est située face à l'Ouest), la Côte Sauvage est restée à l'état naturel si l'on excepte des occupations datant de la Préhistoire (dolmens du Port-Blanc, éperon barré de la Pointe de Beg en Aud), quelques utilisations ponctuelles (l'ancienne maison des douaniers, désormais en ruine, de la Pointe du Percho ; ancien terrain militaire de Kergroix) et le vivier aménagé au début du XXe siècle pour stocker des crustacés (un café-restaurant occupe désormais le site) à Beg ar Goalennec.